# Okrzeja
Okrzeja – wieś w Polsce położona w województwie lubelskim, w powiecie łukowskim, w gminie Krzywda. Przez miejscowość przepływa Okrzejka, dopływ Wisły.
| SIMC    | Nazwa       | Rodzaj    |
| ------- | ----------- | --------- |
| 0677263 | Dąbrowa     | część wsi |
| 0677270 | Gąszcze     | część wsi |
| 0677286 | Rowiny      | część wsi |
| 0677292 | Szczepaniec | część wsi |

Administracyjnie wieś jest podzielona na dwa sołectwa Okrzeja I i Okrzeja II.  Według Narodowego Spisu Powszechnego z roku 2011 wieś liczyła 1587 mieszkańców.
Okrzeja uzyskała lokację miejską przed 1458 rokiem, została zdegradowana około 1663 roku.
Miasto w ziemi stężyckiej w województwie sandomierskim w połowie XVI wieku było własnością Mikołaja Samborzeckiego. Prawa miejskie do 24 października 1820.
W latach 1975–1998 miejscowość administracyjnie należała do województwa siedleckiego.
Miejscowość jest siedzibą rzymskokatolickiej parafii Świętych Apostołów Piotra i Pawła. W miejscowym kościele został ochrzczony Henryk Sienkiewicz. W Okrzei znajduje się kopiec jego imienia, ręcznie usypany przez mieszkańców okolicznych wsi. Zaczęto go sypać w 1932 roku, a skończono w 1938 r.